# Боснийский кризис
Боснийский кризис — международный конфликт, который был вызван аннексией Боснии и Герцеговины Австро-Венгрией в октябре 1908 года. Это дипломатическое столкновение раскалило и без того напряжённые отношения Великих держав и в течение первых недель 1909 года угрожало вылиться в большую европейскую войну. Несмотря на видимый успех австрийской дипломатии, аннексия новых территорий под нажимом правящих кругов австрийской части габсбургской монархии в конечном счёте оказалась пирровой победой. Национальные, политические, религиозные и языковые противоречия в Австро-Венгрии достигли критической точки, что привело к распаду страны в 1918 году, всего через десять лет после аннексии.

## Предпосылки кризиса
25-я статья Берлинского трактата (договора) 1878 года предусматривала оккупацию Австро-Венгрией освобождённой от турецкого владычества Боснии и Герцеговины. Против этой статьи энергично выступала также освободившаяся от турецкого владычества Сербия, которая серьёзно опасалась, что захват двуединой монархией Боснии и Герцеговины станет прелюдией к оккупации ими и самой Сербии — тем более, что Габсбурги давно представляли себя в роли защитников славянских народов и «собирателей» исторически славянских земель: Богемия, Хорватия, Словения, Словакия, Галиция и Лодомерия, Буковина, Краков и др. входили в её состав. Свыше 60 % подданных габсбургской монархии были славянами. В связи с чем злые языки называли Австро-Венгрию «лоскутной монархией».
На время действия Союза трёх императоров вопрос о принадлежности Боснии и Герцеговины по настоянию Бисмарка был «заморожен». Как только союз дал трещину, обнажив противоречия России и Австро-Венгрии, австрийские дипломаты принялись зондировать вопрос о возможности аннексии провинций. Прямых экономических интересов в Боснии и Герцеговине у России не имелось, в то время как для габсбургской монархии, Сербии, Черногории и отчасти — Италии, Босния и Герцеговина представляла экономический, политический и военный интерес. Для Сербии и Черногории вопрос о Боснии и Герцеговине был чувствителен ещё и потому, что в начале XX века около 50 % населения этих провинций составляли сербы. Также в провинциях проживали босняки (славяне-мусульмане) и хорваты.
В первое десятилетие XX века неумолимо клонившаяся к упадку Османская империя попыталась переломить вектор своего развития, после Младотурецкой революции правящие круги Османской империи с новой силой стали заявлять свои права на Боснию и Герцеговину. Это тревожило австро-венгерское правительство, которое взяло курс на аннексию провинций и искало лишь удобный повод для реализации своих планов. Для этого необходимо было преодолеть противодействие не только османов, но также России, Великобритании, Франции, Италии, Сербии и Черногории.

## Политика Австро-Венгрии
Австрийский министр иностранных дел граф Алоиз фон Эренталь вступил в переговоры с представителями заинтересованных держав. Первым делом было достигнуто соглашение с Италией о том, что Габсбурги не будут вмешиваться в Итало-турецкую войну за обладание Ливией. Это позволило несколько выровнять австрийские отношения с Италией, которые не складывались со времён окончания Рисорджименто, лишившего Габсбургов их обширных владений на Апеннинах.
С султаном удалось договориться путём подписания договора, по которому Турция получала за аннексированные территории компенсацию в 2,5 млн фунтов стерлингов — при том, что Австрия отказывалась аннексировать Новипазарский санджак. Посредником при заключении этого договора выступал основной внешнеполитический союзник австрийского двора — германский кайзер Вильгельм II, имевший неограниченное влияние на султана.

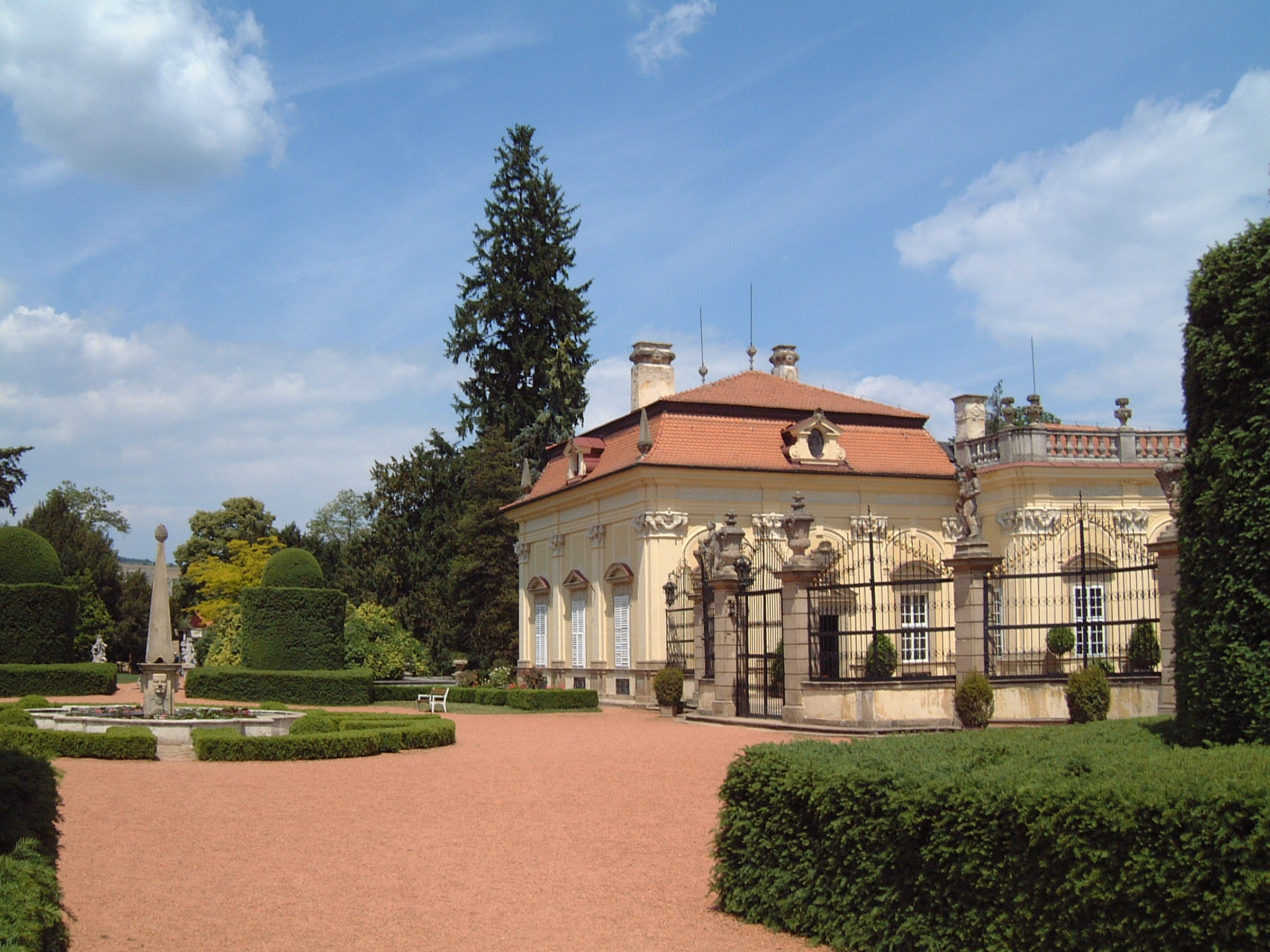
Замок Бухлау, где было подписано соглашение

Во время встречи российского министра иностранных дел А. П. Извольского с австрийским коллегой Алоизом фон Эренталем, состоявшейся в замке Бухлау (Бухлов), 15-16 сентября 1908 года было достигнуто предварительное неформальное соглашение, по которому в обмен на признание Россией аннексии Боснии и Герцеговины, Австрия признавала право России на беспрепятственный проход её военных кораблей через черноморские проливы Босфор и Дарданеллы. Также обе стороны договорились не возражать, если Болгария объявит о прекращении своей вассальной зависимости от Османской империи. У Извольского не было полномочий для проведения подобных переговоров, а для его австрийского коллеги, Эренталя, как выяснилось позднее, весьма важным было хотя бы создать их видимость.
Со слов современников Извольского смысл его предварительного неформального соглашения с Эренталем состоял в том, чтобы в подходящий для двух держав момент Австро-Венгрия объявила об аннексии Боснии-Герцеговины, а Россия одновременно заявила бы об отказе от берлинских соглашений о нейтральном статусе черноморских проливов. Предполагалось, что согласованные действия позволят нейтрализовать реакцию со стороны союзников России по Антанте — Франции и Великобритании, которые опасались усиления российского влияния в Средиземноморье.
Но Эренталь обманул Извольского и, не дожидаясь «подходящего момента», вскоре после его отъезда, 5 октября 1908 года, заявил об аннексии Боснии и Герцеговины и о поддержке Россией этой акции. Извольский, находившийся в это время в Париже, узнал о демарше Эренталя из газет и дезавуировал все договорённости. Вместе с Петербургом, Лондон и Париж также выразили своё недовольство развитием событий на Балканах нотами протеста австро-венгерскому правительству, в которых отказывались признать аннексию, но не предприняли никаких решительных действий по отношению к Австро-Венгрии. В целом, вопрос о Боснии и Герцеговине интересовал англичан и французов гораздо меньше, чем статус Босфора и Дарданелл.
Как отмечал в мемуарах граф В. Н. Коковцов, бывший в то время министром финансов России, "за гостеприимными беседами в Бухлау Извольский разыграл эпизод из басни Крылова — «Ворона и лисица».

## Боснийский кризис 1908—1909 годов

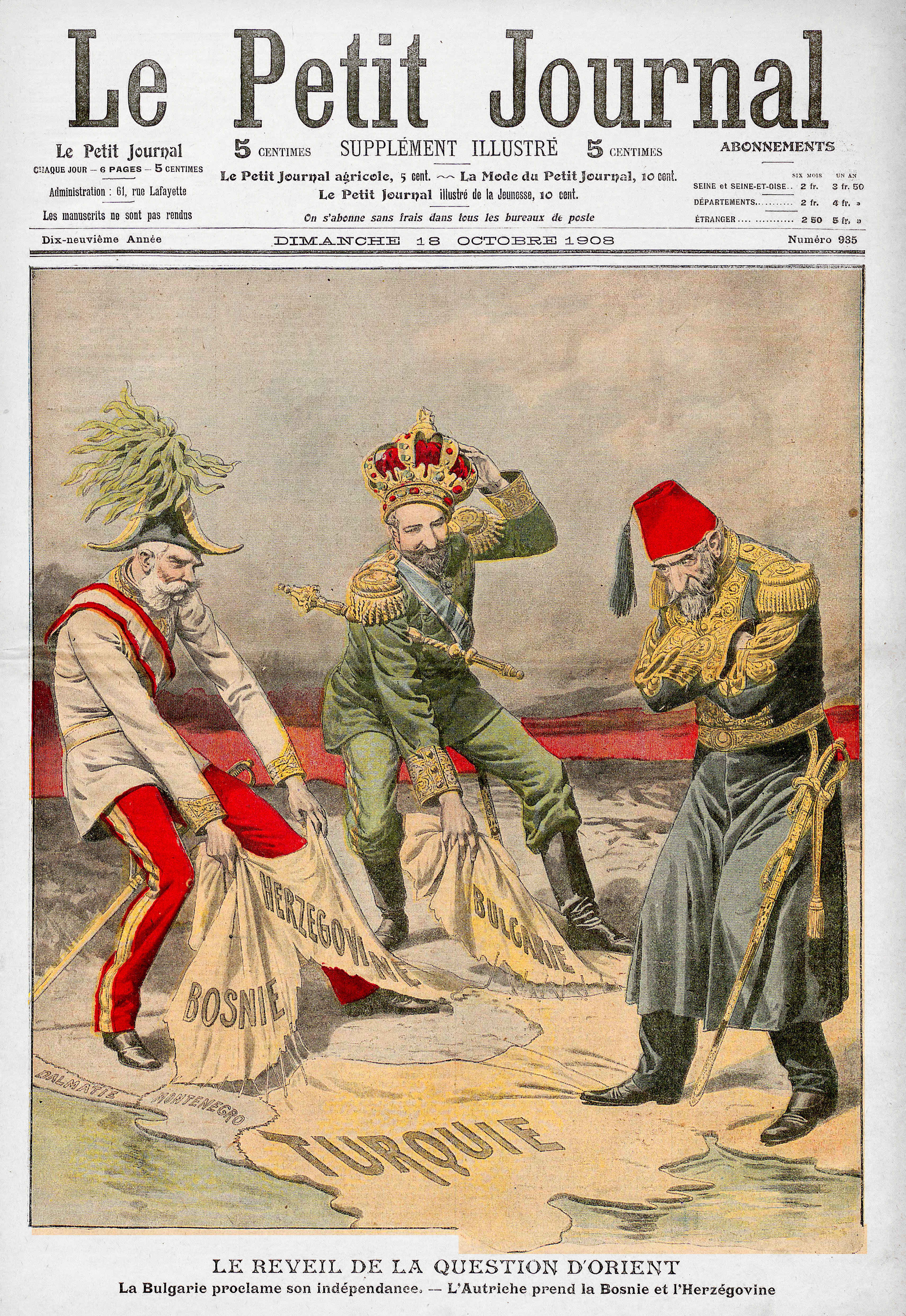
Франц Иосиф и Фердинанд отбирают турецкие земли у беспомощного султана, обложка Le Petit Journal 18 октября 1908

На следующий день (6 октября) правительства Сербии и Черногории объявили в своих странах мобилизацию. Правящие круги и интеллигенция обоих государств полагали, что Босния-Герцеговина — это исторически сербская территория, она должна быть интегрирована в общесербское культурное пространство и поделена между ними, как и Новипазарский санджак.
8 октября Германия известила правительство Австро-Венгрии, что в случае разрастания конфликта они могут полностью рассчитывать на поддержку Германской империи. Заручившись поддержкой Германии, австрийская «военная партия» во главе с начальником генерального штаба Австро-Венгрии Конрадом фон Хётцендорфом предложила решить конфликт с Сербией силой оружия. Австро-венгерские войска начали сосредотачиваться на сербской границе. Сдерживающим фактором для австро-венгерских правящих кругов являлись дружеские отношения Сербии с Россией. Правительства Австро-Венгрии и Германии понимали, что Россия не останется в стороне, в случае, если австро-венгерские войска вознамерятся оккупировать Сербию. Казалось, что война между Сербией, Черногорией с одной стороны и Австро-Венгрией — с другой, лишь вопрос времени.

## Политическое поражение России и Сербии
Поскольку Сербия продолжала вооружаться, австро-венгерская дипломатия вела переговоры сразу с несколькими странами, чтобы оставить Сербию в дипломатической изоляции. Эти переговоры принесли определённые плоды: 2 марта 1909 года представители России, Великобритании, Франции, Италии и Германии согласованно оказали давление на Сербию с тем, чтобы она признала аннексию как свершившийся факт, с тем, чтобы избежать европейской войны. При этом Россия предлагала созвать международную конференцию для урегулирования сложившейся ситуации (эта идея не нашла поддержки у Европейского концерта). Остальные государства предпочитали придерживаться норм Берлинского трактата 1878 года.
10 марта 1909 года Сербия отказалась признавать аннексию Боснии и Герцеговины. 17 марта Совет министров России на своём заседании констатировал, что Российская империя не готова к войне с Германией и Австро-Венгрией на двух фронтах. В связи с этим России приходилось сдерживать Сербию от нападения на Австро-Венгрию; такой опрометчивый шаг вполне мог спровоцировать общеевропейскую войну.
И тут своё веское слово сказала Германия. 22 марта германский посол в России граф Пурталес вручил российскому коллеге Извольскому «предложения по разрешению кризиса» (больше похожие на ультиматум), в которых России предлагалось дать немедленный чёткий недвусмысленный ответ о согласии либо отказе признать аннексию Боснии и Герцеговины и дал понять, что отрицательный ответ повлечёт за собой нападение Австро-Венгрии на Сербию; дополнительно было выдвинуто требование о прекращении дипломатической поддержки Сербии. Опасаясь втягивания России в войну, премьер-министр П. А. Столыпин выступил категорически против прямой конфронтации с Германией и Австро-Венгрией, указав, что «развязать войну — значит развязать силы революции». На следующий же день император Николай II телеграфировал кайзеру Германии Вильгельму II о согласии принять все германские требования. Это означало, что русская балканская политика потерпела полное фиаско, которое современники, памятуя о недавно закончившейся неудачной русско-японской войне, назвали «дипломатической Цусимой». Под давлением своего союзника, Сербия 31 марта 1909 г. также вынуждена была признать аннексию.

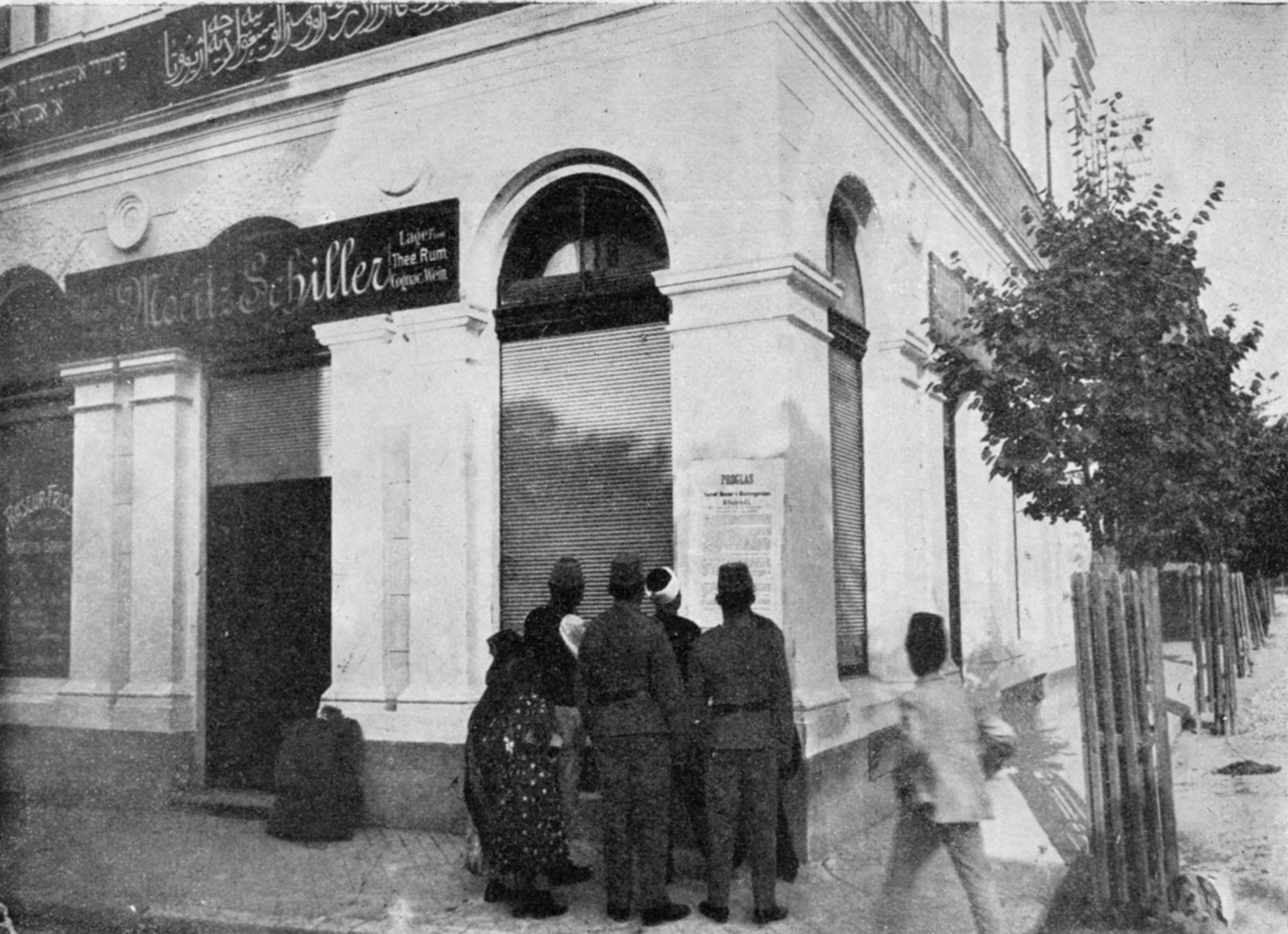
Жители Сараева читают прокламацию об австрийской аннексии Боснии и Герцеговины (7 октября 1908). Через шесть лет на этом месте — у магазина Морица Шиллера — будет убит эрцгерцог Франц Фердинанд

Формально конфликт был исчерпан, но чувства горечи от поражения продолжали тлеть и в Белграде, и в Петербурге. Кроме того, благодаря усилиям австрийской и германской дипломатии союзники России — Сербия и Черногория, оказались в изоляции, а престижу России был нанесён очередной чувствительный удар. Балканы же надолго остались «пороховым погребом» Европы. Взрыв произошёл в июне 1914 года, когда сербский террорист Гаврило Принцип совершил сараевское убийство, застрелив наследника австро-венгерского престола Франца Фердинанда во время инспекции вновь присоединённых земель.
Боснийский кризис 1908—1909 гг. привёл к углублению противоречий между Антантой и Тройственным союзом, явившись одним из этапов на пути к Первой мировой войне. Кризис необратимо испортил отношения между Россией и Сербией с одной стороны и Австро-Венгрией с другой и едва не привёл к большой европейской войне. Германия дала понять России и Антанте, что окажет Австро-Венгрии любую необходимую помощь, вплоть до военной. Наметился отход Италии от Тройственного союза. В рамках Антанты также вскрылись серьёзные противоречия: союзники не оказали России весомую поддержку в босно-герцеговинском вопросе и оказались не готовы удовлетворить притязания России в Восточном вопросе в целом, оставив Россию наедине с Германией и Австро-Венгрией. В то же время сами — «держали порох сухим». По данным ряда исследователей, на рубеже 1908—1909 гг. Великобритания сконцентрировала в метрополии больше половины кораблей своего флота. По-видимому, британские правящие круги не сочли Боснийский кризис своевременным и удобным поводом для выступления против Тройственного союза.
Кризис отразился на политической карьере Извольского: вскоре он ушёл в отставку с поста министра иностранных дел и был отправлен послом во Францию; российское внешнеполитическое ведомство, долгое время остававшееся очень закрытым органом, напрямую подчинявшимся императору, наконец, попало под полный контроль Правительства и Председателя Совета министров: политика стала более гласной, а решения — более взвешенными. Эренталь получил титул графа после признания аннексии остальными Великими державами 9 апреля 1909 года.
Мирное разрешение кризиса усилило тенденцию к «стратегической фривольности» — созданию долгосрочных внешнеполитических рисков с целью краткосрочной, зачастую внутриполитической, выгоды. Великие державы стали провоцировать друг друга по мелким вопросам, которые по сути не представляли ни для одной из них серьёзного интереса.